# John Dugard
John Dugard, né le 23 août 1936 à Fort Beaufort (dans l'actuelle province du Cap-Oriental), est un professeur de droit sud-africain qui enseigne aux Pays-Bas.

## Biographie
Membre de la Commission de la vérité et de la réconciliation à la fin du régime d’Apartheid en Afrique du Sud, il a été ensuite nommé comme rapporteur spécial pour les droits de l'homme en Cisjordanie et dans la bande de Gaza, et dirige une Commission indépendante d’établissement des faits. Ancien militant contre l'Apartheid sud-africain, il établit une comparaison entre cet Apartheid et la situation des Palestiniens des Territoires occupés.
Il est membre du comité de parrainage du Tribunal Russell sur la Palestine dont les travaux ont commencé le 4 mars 2009.